# Hemobartoneloza kotów
Hemobartoneloza kotów lub niedokrwistość zakaźna kotów – choroba zakaźna, występująca u kotów.

## Etiologia
Niedokrwistość zakaźna kotów jest wywoływana przez pałeczki bakterii Mycoplasma haemofelis (dawniej: Haemobartonella felis) z rodzaju Rickettsia, która pasożytuje na kocich erytrocytach. Choroba przenoszona jest przez kleszcze, głównie Kleszcza pospolitego Ixodes Ricinus oraz Rhipicephalus sanguineus oraz pchły kocie Ctenocephalides felis.

## Występowanie
Pierwszy raz choroba została rozpoznana w 1942 roku w Afryce południowej, a następnie w Stanach Zjednoczonych Ameryki w roku 1956. Obecnie Choroba występuje na całym świecie, również w Polsce. Występowanie choroby jest sezonowe, najczęściej pojawia się późną wiosną.

## Objawy
Charakterystyczne objawy to, m.in. senność, osłabienie, spadek kondycji, brak apetytu, zdarzają się także przypadki bezobjawowe. Okres inkubacji choroby jest długi – trwa zazwyczaj od 22 do 51 dni.

## Rozpoznanie i postępowanie
Rozpoznanie choroby można postawić na podstawie wyników rozmazu krwi barwiony metodą May-Grunwalda-Giemsy, Wrighta lub błękitem toluidyny, w preparacie widoczne będą wtręty – pasożyty w erytrocytach
W diagnostyce mogą być przydatne badania hematologiczne, w których stwierdza się anemię.
W leczeniu stosuje się antybiotyki, głównie oksytetracyklinę. Choroba jest jednak na tyle poważna, że wymaga specjalistycznej opieki lekarsko-weterynaryjnej.